# Rinkemühle 2

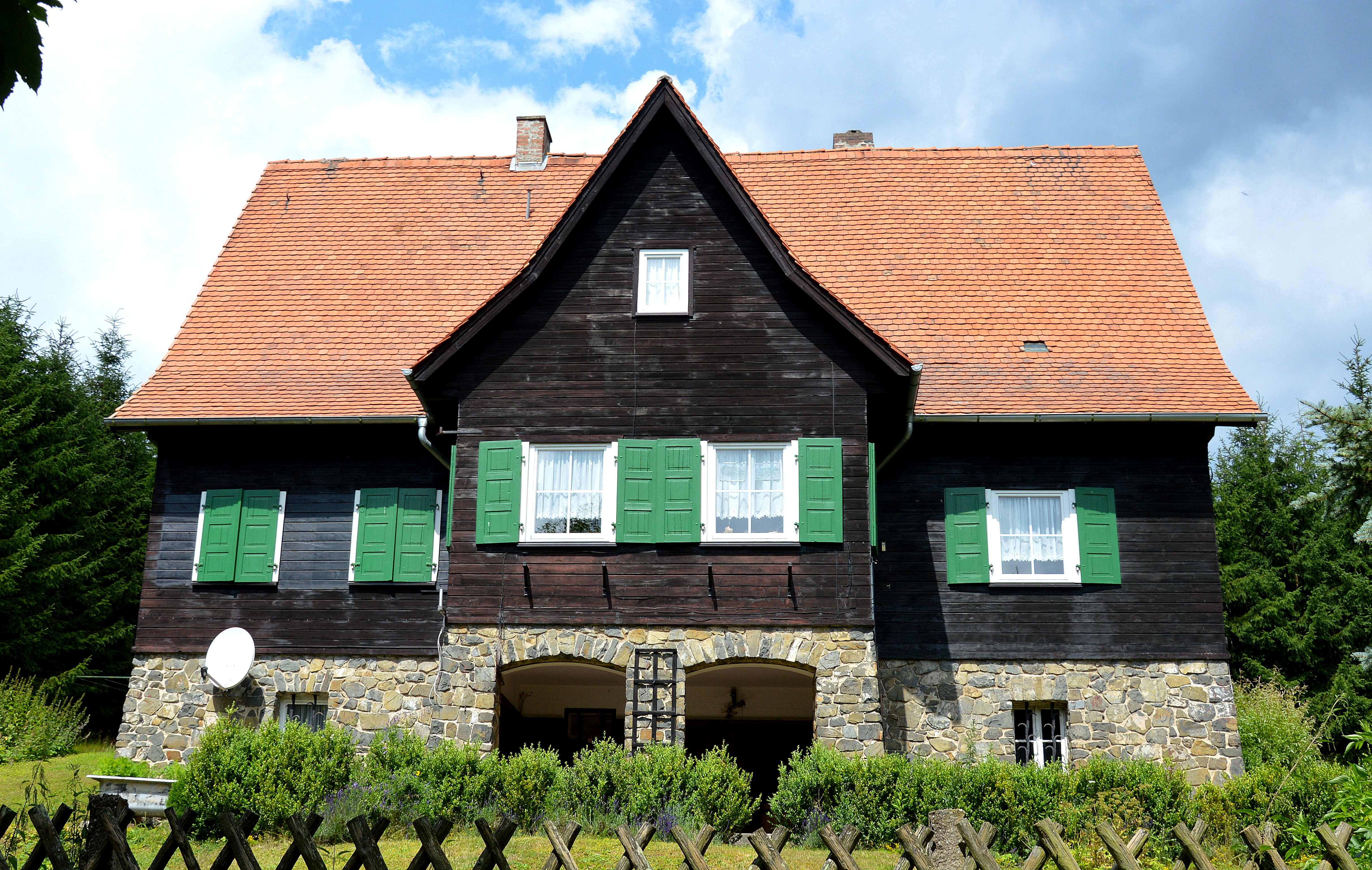
Rinkemühle 2

Rinkemühle 2 ist ein Wohnhaus in der Ortschaft Straßberg der Stadt Harzgerode im Harz in Sachsen-Anhalt. Das Gebäude galt zeitweise als denkmalgeschützt.

## Lage
Es befindet sich 2,5 Kilometer nordwestlich von Straßberg, nahe der Rinkemühle. Etwa ein Kilometer östlich liegt Silberhütte. Direkt südlich des Hauses verläuft der Selketalstieg, die Selketalbahn und die Selke.

## Architektur und Geschichte
Das Gebäude entstand 1947 nach einem Entwurf des Ballenstedter Baurates Kurt Ehrlich als Wohnhaus für einen Mühlenbesitzer, wohl der benachbarten Rinkemühle. Das Souterrain des Hauses ist aus Bruchsteinen errichtet, die Fassade der darüber liegenden Geschosse ist mit einer Holzverschalung versehen. Grundriss und die gesamte Konzeption des Hauses sind aufwendig. Die Nebengebäude des Objekts sind an die Gestaltung des Wohnhauses angepasst.
Im örtlichen Denkmalverzeichnis war das Haus noch 2007 als denkmalgeschützt eingetragen. In jüngeren Veröffentlichungen wird es nicht als Denkmal geführt, wobei es dort auch nicht als ehemaliges Denkmal gelistet ist.